# Útok na Tarent
Útok na Tarent (alias Operace Judgement) se uskutečnil v noci z 11. na 12. listopad 1940. Britské královské námořnictvo provedlo letecký útok z letadlové lodě na italskou flotu zakotvenou v Tarentu, což byla první námořní operace svého druhu.

## Pozadí

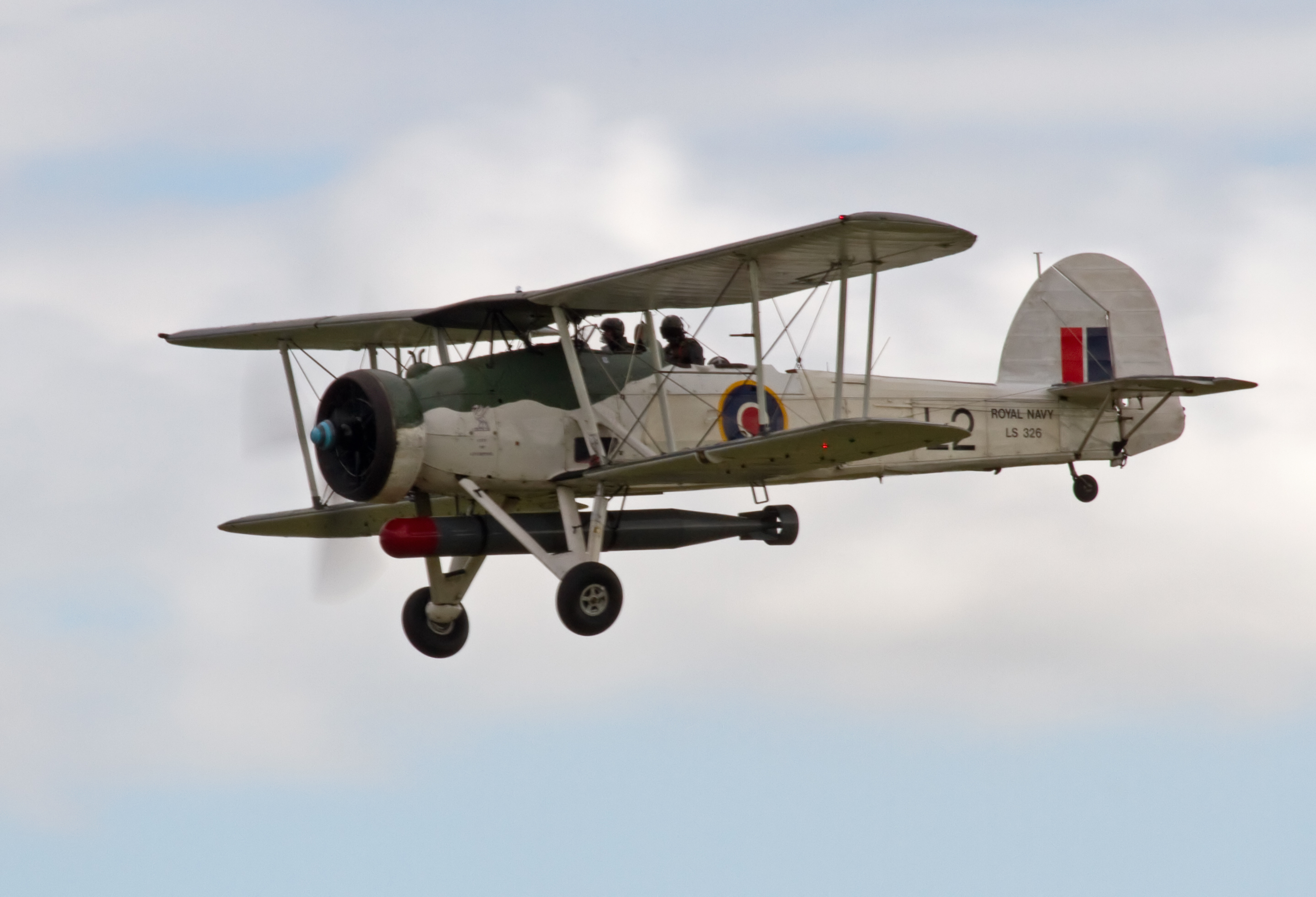
Torpédový bombardér Fairey Swordfish

Poté, co Itálie vstoupila do druhé světové války, začala svojí poměrně silnou flotou ohrožovat britské vojenské konvoje plující ve Středozemním moři. Italští admirálové se sice s těžkými loděmi neradi pouštěli do boje, ale už sama existence těchto lodí musela britské velení znepokojovat. Proto se britské velení rozhodlo uskutečnit dlouho připravovaný plán leteckého útoku na italskou válečnou základnu v Tarentu. Plán vypracoval v roce 1938 námořní kapitán Lumley Lyster, tehdy velitel letadlové lodi HMS Glorious, v době útoku kontradmirál a velitel divize letadlových lodí Středomořského loďstva. Původně měly být použity dvě letadlové lodě, ale na HMS Eagle došlo těsně před akcí k havárii lodní strojovny. Proto byla k akci použita pouze letadlová loď HMS Illustrious (nám. kap. Denis Boyd).

## Britské síly
Dne 6. listopadu vyplulo Středomořské loďstvo z Alexandrie, aby provedlo operaci Judgement. Admirál Cunningham rozdělil své síly na tři skupiny:
Údernou skupinu, které velel kontradmirál Lumley Lyster. Ta byla složena z letadlové lodi Illustrious (24 Swordfishů, 14 Fulmarů a 4 Gladiátory), křižníků HMS York a HMS Gloucester a 4 torpédoborců.
Krycí skupinu, které velel admirál Cunningham. Ta byla složena z bitevních lodí HMS Warspite, HMS Valiant, HMS Malaya a 12 torpédoborců.
Diverzní skupinu, které velel viceadmirál Pridham-Wippel. Ta byla složena z křižníků HMS Orion, HMS Ajax, HMAS Sydney a torpédoborců HMS Nubian a HMS Mohawk.
Současně z Gibraltaru vyplula bitevní loď HMS Barham a křižníky HMS Berwick a HMS Glasgow jako doprovod konvoje na Maltu. Ty se setkaly východně od Malty s Cunninghamovou flotou. Cunningham přidělil Barham krycí skupině a Berwick a Glasgow k úderné skupině.

## Bitva

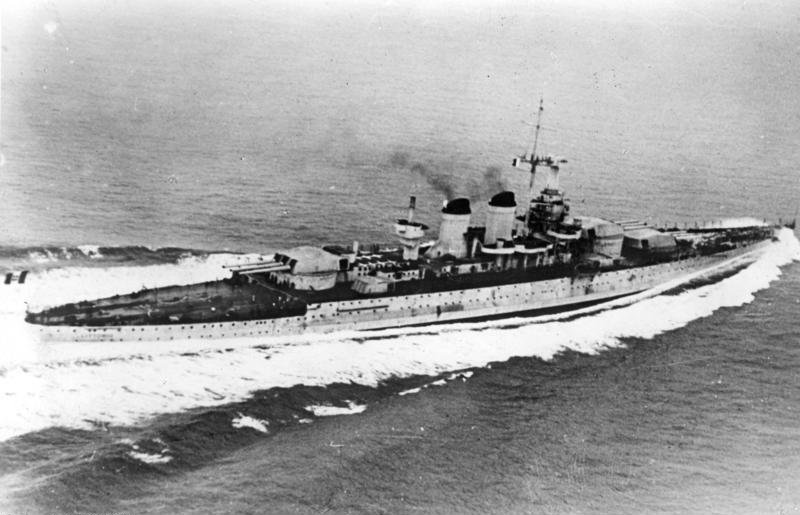
Bitevní loď Littorio byla útokem vyřazena na šest měsíců

Když připlula úderná skupina do vzdálenosti 170 mil od Tarentu, odstartovala z Illustrious první vlna složená z 10 Swordfishů a 2 Fulmarů. Této vlně velel korvetní kapitán K. Williamson. Druhá vlna odstartovala půl hodiny po první a byla složena ze 7 Swordfishů a 2 Fulmarů. Této vlně velel korvetní kapitán J. W. Hale. V Tarentském přístavu, kde kotvilo tou dobou 6 bitevních lodí, 14 křižníků a 27 torpédoborců, se britským bombardérům podařilo zasáhnout bitevní lodě Conte di Cavour, Littorio, Caio Duilio, křižník Trento a torpédoborec Libeccio. Kromě toho byly zasaženy zásobníky ropy a hangáry hydroplánů. Mimo dvou letounů se všem ostatním podařilo vrátit a 12. listopadu v 1:30 už byly všechny zbývající letouny zpět na palubě letadlové lodě Illustrious.

## Závěr
Bitevní loď Conte di Cavour se už do konce války nepodařilo opravit. Bitevní lodě Littorio a Caio Duilio byly opravovány 6 měsíců. Italské velení přemístilo zbylé bitevní lodě do Neapole a těžké křižníky do Messiny. Britské loďstvo se stalo pánem v centrální části Středozemního moře a nemuselo se tak obávat italských těžkých lodí při konvojových akcích. To vše způsobila taktická novinka v námořní válce – útok letounů z letadlové lodi na silnou námořní základnu.
Akce měla ale i nečekaný dopad na vývoj situace na druhé straně světa, kde japonské císařské námořnictvo pod dojmem britského úspěchu použilo stejnou taktiku při útoku na americkou základnu v Pearl Harboru.